# Cástaras
Cástaras – gmina w Hiszpanii, w prowincji Grenada, w Andaluzji, o powierzchni 28,36 km². W 2011 roku gmina liczyła 274 mieszkańców.
Gmina obejmuje centra ludności Cástaras i Nieles.